# Шабленко Антін Якович
Анті́н Шабле́нко  (*29 січня 1872, м. Суми — †24 травня 1930) — український письменник, поет та журналіст. Поетичні твори у фольклорному дусі. Популярний в Україні у часи Російської імперії. 

## Біографія
Народився у м. Суми.
З 1893 друкувався в «Зорі» (1893), «Вільній Україні» (1906), «Українській Хаті» та ЛНВ (1910). Окремими вид. вийшли кн. оп. і нарисів: «Ліхтарчик» (1899), «З півдня» (1906), «Нова хатина» (1910). За сов. часу належав до літ. організації «Плуг», друкувався в поточній пресі.

## Критика
Твори Шабленка написані в реалістичному дусі, часто-густо - із шевченківськими інтонаціями. Критики відносять поезії Шабленка до кола масової української культури на межі XIX та XX ст. 
Доктор філологічних наук В. Погребенник зазначає: "Нічим особливо не вирізняється у тогочасному поетичному потоці "Нова хатина" (1900) збірничок творів Антона Шабленка. З дев'яти віршів збірки такі, як "Збір до нічліжного приюту", "В гошпіталі" реалістично, з авторським співчуттям зображають тих, "кому доля не стала годить". Шабленків гуманізм поєднався у диптиху "Весна" з відображеннями поетики веснянок. Витворюючи шевченківський контраст розквітлої природи й убогості знищеного люду, що лишає ниву-матір і йде на заробітки, лірик мислить фольклорними образами (порівняння весни з дівчиною) та власними, що природно звучать по-народному (земля "Виставилась з-під кожуха. Щоб сонечко гріло").
У часи УРСР спрощено позиціонувався як "поет робітників". 
Календар знаменних і пам’ятних дат на 2007 рік, укладений Дніпропетровською обласною науковою бібліотекою, подає серед інших 135-річний ювілей від дня народження поета Шабленка. 

## Джерелв та література
- Енциклопедія українознавства : Словникова частина : [в 11 т.] / Наукове товариство імені Шевченка ; гол. ред. проф., д-р Володимир Кубійович. — Париж — Нью-Йорк : Молоде життя, 1955—1995. — ISBN 5-7707-4049-3.